# Pembina River
Pembina River är ett vattendrag i Kanada.   Det ligger i provinsen Alberta, i den centrala delen av landet, 2 900 km väster om huvudstaden Ottawa.
I omgivningarna runt Pembina River växer i huvudsak blandskog. Trakten runt Pembina River är nära nog obefolkad, med mindre än två invånare per kvadratkilometer.